# Університет Чанкая

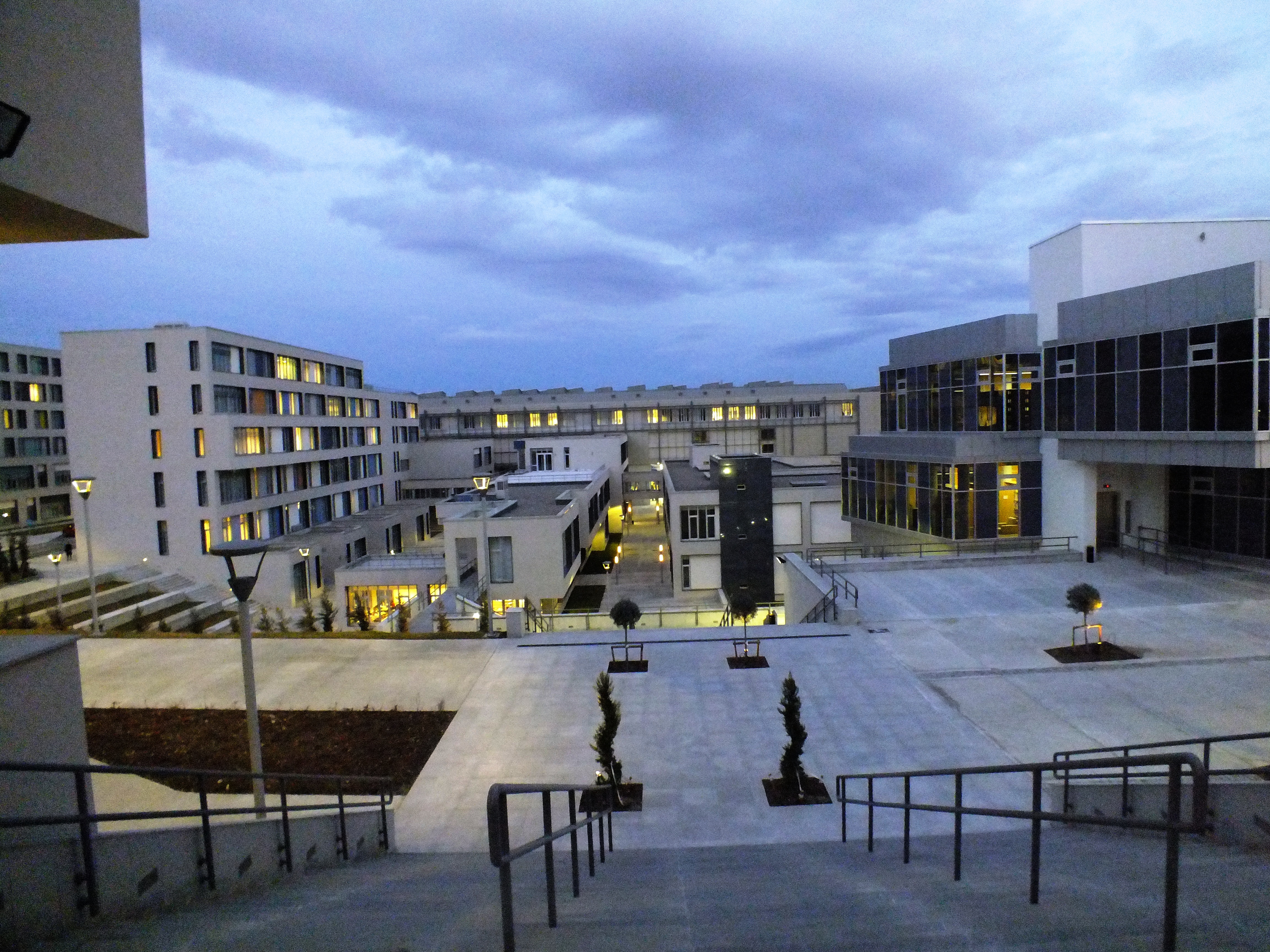
Університет Чанкая

Університет Чанкая (тур. Çankaya Üniversitesi) — вищий навчальний заклад, розташований в Анкарі. Університет заснований 9 липня 1997 року як підрозділ «Sıtkı Alp Education Foundation».

## Історія
Університет був створений приватним фондом для створення умов переходу дітей із середньої школи до вищої. Розташований у Чанкаї.
У 2011 році було відкрито новий корпус відомий як Arkitera Mimarlık Merkezi, як важливий центр по вивченню архітектури та краєзнавства
При університеті є спортивний клуб «Спортивний клуб університету „Чанкая“» Çankaya Üniversitesi Spor Kulübü, а також дослідницькі центри. Будується концертна арена.
24 квітня 2012 року в «Чанкая» відбувся 1-й Фестиваль культури та мистецтва тюркського світу.

## Факультети і кафедри
- Факультет гуманітарних, природничих та точних наук
- Будівництва і архітектури
- Економіки та адміністративних наук
- Юридичний факультет